# 羅貝爾三世 (德勒)
羅貝爾三世（法語：Robert III de Dreux，1185年—1234年），德勒伯爵，羅貝爾二世的長子，1218年至1234年在位。

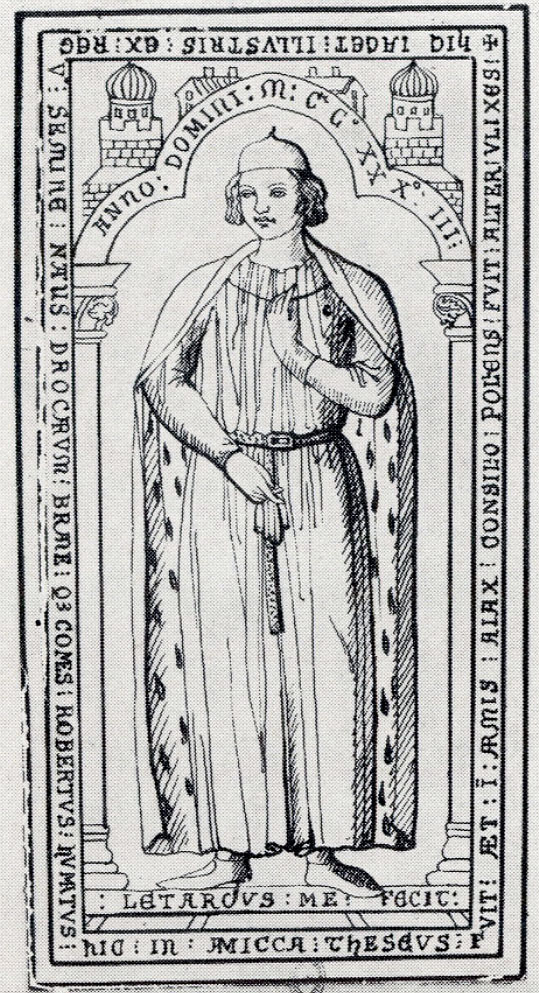

## 家庭
1210年，羅貝爾三世與聖瓦勒里的艾莉亞諾（Alianor de St. Valéry）結婚，兩人共有2子1女：
1. 約蘭德（英语：Yolande of Dreux, Duchess of Burgundy）（1212年—1248年），與勃艮第的于格四世結婚
2. 若望一世（1215年—1249年）
3. 羅貝爾（1217年—1264年）